# Pseudogestation
Chez les espèces de mammifères, la pseudogestation ou pseudo-gestation est un état physique dans lequel tous les signes et symptômes de la gestation sont présentés à l'exception de la présence d'un fœtus, créant une fausse gestation. Le corps jaune (les restes d'un follicule ovarien ovulé) est responsable du développement du comportement maternel et de la lactation, qui sont médiés par la production continue de progestérone par le corps jaune pendant tout ou partie de la gestation. Chez la plupart des espèces, le corps jaune est dégradé en l'absence de gestation. Cependant, chez certaines espèces, le corps jaune peut persister en l'absence de gestation et provoquer une « pseudo-gestation », dans laquelle la femelle présentera des signes cliniques de gestation. Elle est alors dites pseudo-gestante ou pseudo-gravide.

## Chat
La pseudo-gestation se produit lorsqu'une chatte ovule mais n'est pas fécondée en raison d'une saillie non fécondante, d'une ovulation spontanée ou du fait que le propriétaire stimule l'ovulation. Le corps jaune est présent après l'ovulation et persiste environ 37 jours. La durée de la pseudo-gestation est très variable, la durée moyenne étant de 41 jours. Après la pseudo-gestation, la chatte revient en proestrus et peut redevenir gestante. La pseudo-gestation dure environ la moitié de la durée d'une gestation normale chez la chatte. Ceci est avantageux pour les chats car ils peuvent concevoir plus tôt, ce qui les rend plus efficaces dans la reproduction.
Une chatte devient pseudogestante à la suite d'un œstrus au cours duquel elle s'est accouplée avec un mâle infertile. Les chattes non stérilisées sont des ovulatrices induites, ce qui signifie qu'elles n'ovuleront et ne produiront un corps jaune que si elles s'accouplent. Le corps jaune persiste comme si la chatte était gestante parce que son corps ne peut pas faire la distinction entre l'état de gestation et de non-gestation (à part le déclencheur mécanique initial du coït). Les chattes pseudo-gestantes présentent rarement une hypertrophie mammaire ou des signes comportementaux et nécessitent donc rarement un traitement. La pseudo-gestation chez les chats est rare car la chatte doit être accouplée avec un mâle infertile pour devenir pseudo-gestante, d'autant plus que les chats sont des reproducteurs saisonniers.
Les profils de progestérone et d'estradiol dans la pseudo-gestation sont très différents par rapport à la gestation normale. Au cours de la pseudo-gestation, l'œstradiol augmente immédiatement après l'accouplement, puis diminue pour atteindre des niveaux normaux. La quantité de progestérone n'augmente pas jusqu'à 2-3 jours après la copulation, puis le niveau augmente jusqu'au 21e jour après la copulation, après quoi il diminue progressivement jusqu'à des niveaux normaux.

## Chien et loup
La pseudo-gestation est un processus physiologique normal qui se produit chez les chiennes. Elle est observée 45 à 60 jours après une période œstrale (chaleur) normale. Après l'ovulation, le taux de progestérone augmente.
La pseudo-gestation survient lorsque le taux de progestérone commence à baisser, car la diminution de la progestérone entraîne une augmentation de la prolactine. La prolactine est responsable des comportements observés pendant la pseudo-gestation. Les chiennes peuvent montrer des signes de maternage des jouets, de nidification ou d'agression. Le développement mammaire et la production de lait sont courants. La pseudo-gestation peut également être induite de façon aiguë par la stérilisation (ablation des ovaires) d'une chienne vers la fin de l'œstrus. La stérilisation supprime la source de progestérone et induit une augmentation de la prolactine.
La prévention permanente de la pseudo-gestation est assurée par la stérilisation.
Les chiennes deviennent pseudogestantes à la suite d'une phase d'oestrus au cours de laquelle la chienne ne s'est pas accouplée, ou au cours de laquelle elle s'est accouplée avec un mâle infertile. La plupart des espèces ont besoin de signaux provenant d'un embryon (comme l'interféron de type I chez les ruminants) pour alerter le corps de la femelle d'une gestation. Cette reconnaissance maternelle de la gestation entraînera la persistance du corps jaune et le développement des caractéristiques et des comportements nécessaires pour prendre soin de la progéniture. Des recherches limitées suggèrent que la sécrétion de progestérone est similaire chez les chiennes gravides et non gravides, de sorte que les chercheurs vétérinaires émettent l'hypothèse qu'ils peuvent ne pas nécessiter de facteurs moléculaires de l'embryon pour la reconnaissance maternelle de la gestation, et au lieu de cela, le corps jaune persiste qu'il y ait gestation ou non. Puisque le corps jaune n'est pas dégradé, il provoquera le développement de caractéristiques maternelles en l'absence de gestation. Les chiennes pseudo-gestantes développeront leurs glandes mammaires, leur lactation et construiront des nids à des degrés divers selon la race. Bien que les chiennes ne fassent généralement leur cycle qu'une ou deux fois par an, la pseudo-gestation est courante.
Les chiennes ont hérité des louves le phénomène de pseudogestation. Chez les chiens, la pseudogestation n'a aucune fonction particulière mais chez les loups, seule la femelle dominante d'une meute peut se reproduire. Lorsqu'elle est fécondée, les autres louves deviennent pseudo-gestantes, ce qui inhibe leur envie de s'accoupler et donc supprime tout risque de concurrence aux futurs nouveau-nés, et si la femelle dominante meurt ou devient incapable de les élever, les autres femelles peuvent les prendre en charge.

## Porc
La pseudo-gestation est une situation qui survient lorsque les truies présentent des signes physiologiques et comportementaux associés à la gestation, mais qu'il n'y a pas de fœtus. La pseudogestation peut se produire lorsque tous les embryons sont résorbées après la reconnaissance maternelle de la gestation (10 à 15 jours après l'accouplement) et avant la calcification fœtale (jours 35 à 40 de la gestation). La truie reste en anoestrus pendant des périodes prolongées, souvent jusqu'à 115 jours. Ces animaux peuvent présenter des degrés variables de développement mammaire, mais ne donne pas naissance à des porcelets. L'identification et l'élimination en temps opportun des femelles non gestantes du troupeau reproducteur sont importantes car elles réduisent à la fois le nombre de jours non productifs des truies et les coûts de production.
Les techniques utilisées pour le diagnostic de gestation chez le porc comprennent l'échographie, les appareils de profondeur d'amplitude et les appareils Doppler.
Il a été démontré que les mycotoxines sont préjudiciables aux truies et aux cochettes en amenant la femelle à conserver un corps jaune inhibant la cyclicité et provoquant une pseudo-gestation ; ainsi qu'une exposition constante d'œstrus et d'infertilité. Les femelles gestantes produisent des portées qui entraînent un nombre plus élevé de mort-nés, de fœtus momifiés et d'avortements. Avant la reproduction, l'ingestion de mycotoxines imite l'action de l'estradiol-17β. Plus précisément, la zéaralénone se lie aux récepteurs œstrogéniques qui se lieraient normalement aux œstrogènes, provoquant un œstrus constant chez la femelle.

## Rat
L'initiation de la pseudogestation est fondamentalement similaire à la gestation en ce qui concerne l'activation de l'état progestatif. La voie neuroendocrinienne de la pseudo-gestation chez le rat est principalement initiée par la poussée nocturne de prolactine. La prolactine produite régule l'activation et le maintien précoce du corps jaune. Le corps jaune est connu comme un site de production de progestérone afin que l'utérus subisse un processus décidual. Il existe deux types de pseudo-gestation induite ; pseudogestation induite par le coït et pseudogestation non induite par le coït.

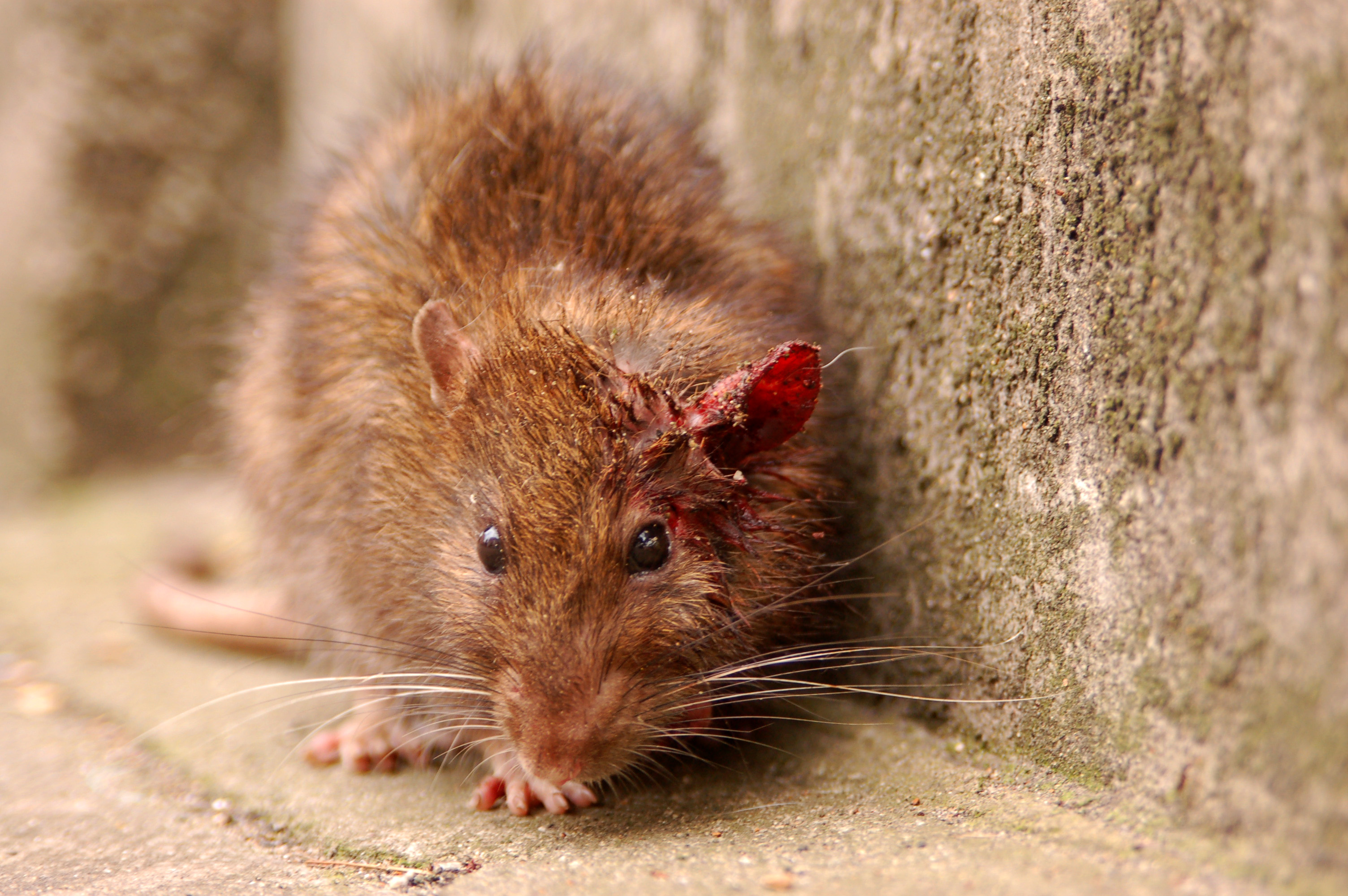
Rat

La pseudogestation induite par le coït est stimulée par l'action de la copulation. La stimulation de la copulation provoque l'élévation nocturne du taux de prolactine qui active alors le corps jaune. Le schéma coïtal d'intromission multiple initie le réflexe neuroendocrinien qui entraîne une sécrétion suffisante de progestérone lors de la pseudo-gestation. Cependant, l'induction d'une pseudo-gestation nécessite l'activation du système adrénergique et inhibe simultanément le système cholinergique.
La pseudogestation non induite par le coït nécessite la présence du stimulus initial jusqu'à ce que les niveaux de progestérone soient suffisamment élevés pour produire une rétroaction positive sur la sécrétion de prolactine. Le stimulus initial peut prendre la forme de certains facteurs socio-environnementaux, tels que la cohabitation avec les petits d'autres femelles chez des rates vierges ou dans des groupes de femelles chez les souris.

## Souris
Les souris deviennent pseudogestantes à la suite d'un œstrus au cours duquel la femelle s'est accouplée avec un mâle infertile, ce qui entraîne un accouplement stérile. Comme les chiens, les souris sont des ovulateurs spontanés. Cependant, elles ne deviendront pas pseudogravides à la suite d'un œstrus dans lequel la femelle ne s'accouple pas car le corps jaune se dégradera rapidement en l'absence de coït. Lorsque la femelle s'accouple avec un mâle infertile, le corps jaune persiste sans embryon, conduisant à une pseudo-gestation. La femelle développera des glandes mammaires, une lactation et construira des nids à l'état de pseudo-gestation. La pseudo-gestation chez les souris est assez courante chez les souris de laboratoire car elle est souvent induite dans le but d'implanter des embryons dans une mère porteuse, mais elle est rare chez les souris sauvages car la plupart des mâles sauvages sont fertiles et féconderont véritablement la femelle.